# Doha International GP
De Doha International GP was een eendaagse wielerwedstrijd in Qatar, die in de jaren 2004-2006 werd georganiseerd rond eind januari in de Qatarese hoofdstad Doha. 
De Doha GP was een van de openingswedstrijden van het wielerseizoen. De wedstrijd maakte deel uit van het Aziatische continentale circuit, de UCI Asia Tour. In 2007 werd de Doha International GP niet meer verreden. In plaats daarvan werd de Ronde van Qatar met een dag verlengd.

## Lijst van winnaars
2004 ·
2005 ·
2006